# Potamidi
Nella mitologia greca le Potamidi (o Potameidi) sono le ninfe dei fiumi.
Sono rappresentate come attraenti fanciulle, vergini in età da marito. Sono benefattrici e rendono fertile la natura. Proteggono i fidanzati che vanno a bagnarsi nelle loro sorgenti, ispirano gli esseri umani, alcune sono anche guaritrici da mali. Semplici mortali che vivono però una vita estremamente lunga, amanti di dei e di comuni mortali, le ninfe cantano felici nel luogo a loro consacrato.

## Origine e dimora
Le potamidi sono identificate dai nomi associati ai fiumi da cui hanno origine come le Anigrides, le Ismenides, le Amnisiades, le Pactolides dal fiume Pactolus e le Acheloides dal fiume Achelous. Tuttavia possiedono i loro nomi individuali e talvolta possono anche essere distinte dal nome del paese in cui dimorano.
I fiumi sono i regni delle potamidi e delle ninfe Fluviales. Ogni torrente ha la sua potamide, che come le divinità locali, e come tutte le naiadi, sono figlie degli dèi dei fiumi, chiamate anche divinità Potamoi. Perfino i fiumi delle regioni paludose possiedono le loro ninfe; non sono quindi escluse le acque degli inferi greci governate dal dio Ade, come citato in latino: "Nymphae infernae Paludis e Avernales", che significa "paludosa Avernales, le ninfe infernali". E molte di queste infernali potamidi, le Avernales, sono ritenute proprietarie dell'abilità profetica e sono in grado di esprimere quel dono agli uomini da loro scelti.

## Caratteristiche e culto
Come ogni ninfa, le potamidi sono considerate soggette a mortalità ma con una lunga vita. Per lo storico greco Plutarco il loro periodo di vita raggiunge circa i 9720 anni e, secondo il poeta greco Esiodo, ci sono circa tremila ninfe che vagano per il mondo e la loro vita può durare diverse migliaia di anni.
Le potamidi si mostrano molto favorevolmente inclini alle ragazze e rimuovono delicatamente le lentiggini da tutti coloro che fanno il bagno nei loro corsi d'acqua. D'altra parte, possiedono un comportamento aggressivo nei confronti dei giovani uomini che si avvicinavano ai loro territori acquosi, che trascinano giù nelle loro dimore. Gli antichi credevano che trasportavano acqua per i loro genitori fluviali, come veniva citato: "Nell'ora solitaria di mezzogiorno le naiadi sedevano con la loro brocca d'acqua alla sorgente, inviando da esso il ruscello gorgogliante".
Considerata una classe generosa di divinità femminili minori, si credeva che ispirassero coloro che bevevano le loro acque. Così le potamidi e le ninfe in generale furono concepite per essere dotate di potere oracolare, per ispirare gli uomini con lo stesso dono profetico e per conferire loro il talento naturale della poesia. Quindi, poiché l'acqua è una necessità per tutta la creazione, le ninfe dell'acqua, insieme agli dei Dioniso e Demetra, vengono anche venerate come fonte di vita e benedizioni per tutti gli esseri esistenti, e questo attributo si manifesta con una varietà di epiteti.
Di conseguenza, in molte parti della Grecia, a queste divinità furono presentate offerte di miele, olio, latte, ma mai di vino, e talvolta sacrifici di un agnello o di una capra. In Sicilia è stata commemorata una celebrazione annuale in loro onore. Sebbene non possiedono templi, i luoghi più belli come foreste, giardini e così via, sono considerati i luoghi preferiti di ninfe e spiriti invisibili, e quindi stimati con speciale venerazione.